# Mamadou Tew
Mamadou Tew (27 november 1959 – 31 augustus 2019) was een Senegalese voetballer die uitkwam als verdediger.

## Carrière
Tew speelde eerst bij Casa Sports en later bij de Belgische ploegen Club Brugge en Sporting Charleroi. Hierna keerde hij terug naar Casa Sports om daar zijn carrière te eindigen.
Tew speelde ook meerdere wedstrijden voor Senegal tussen 1984 en 1992.